# Autoroute A821 (France)
L'autoroute A821 était une autoroute de liaison au nord-est de Nantes, dans le prolongement de l'A11 à Carquefou jusqu'à Sautron, en empruntant le boulevard périphérique de Nantes entre les portes de Gesvres et d'Orvault.
Le tronçon de l'autoroute entre Carquefou et la porte de Gesvres a été rattaché à l'A11 en 1996. Celui appartenant au boulevard périphérique de Nantes a été renommé A844 en 2000. Enfin, la partie restante, entre Orvault et Sautron, a été reclassée A82 en 2006.